# Dietmar Schneider (Mediziner)

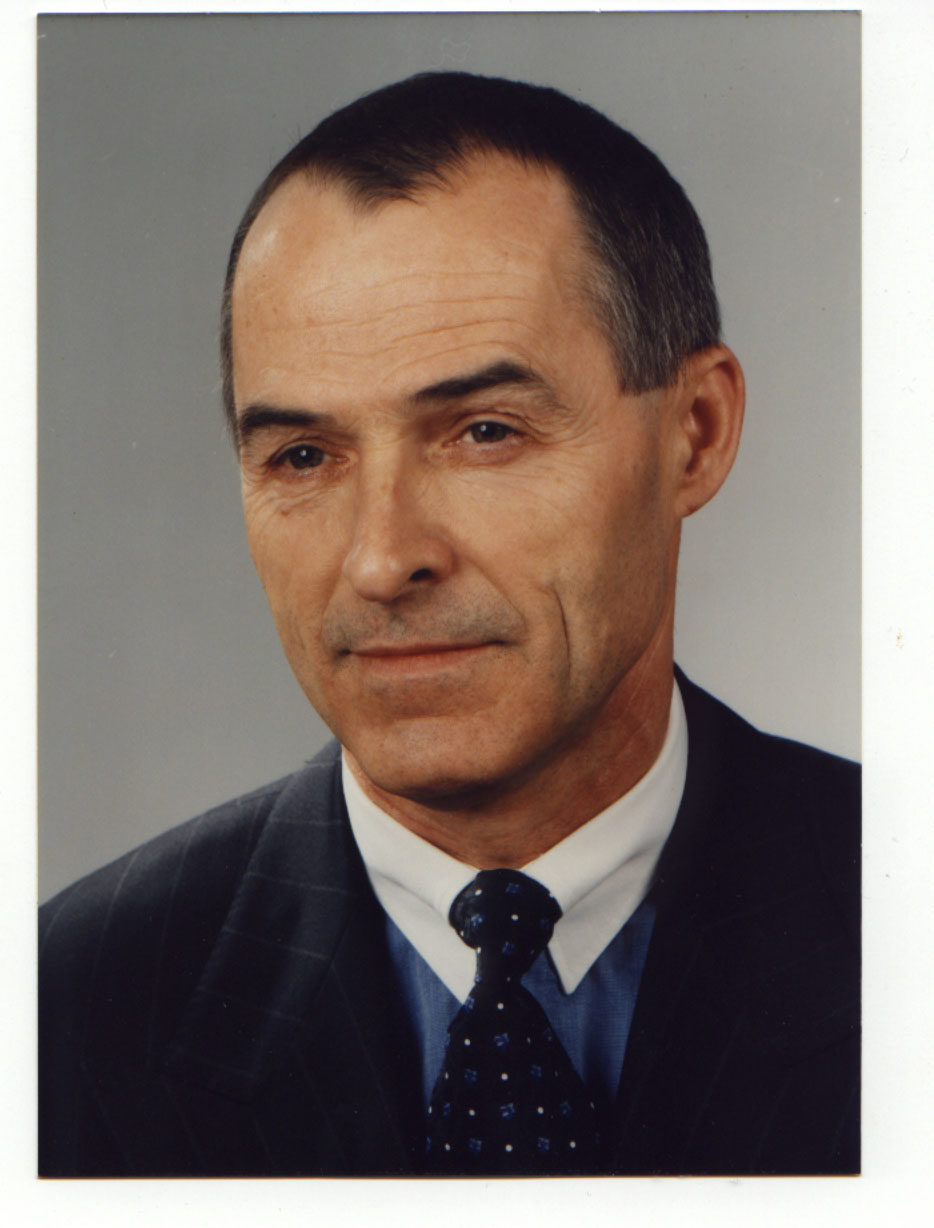
Dietmar Schneider 1998

Dietmar Schneider (* 28. Oktober 1943 in Rabenstein) ist ein deutscher Internist, Neurologe und außerplanmäßiger Professor für Neurologische Intensivmedizin (1997) am Universitätsklinikum Leipzig.

## Leben und Wirken
Schneider studierte von 1963 bis 1969 in Leipzig Humanmedizin, promovierte als Doktorand des Max-Bürger-Schülers Werner Ries im gleichen Jahr mit einer gerontologischen Arbeit (Die Altershypoproteinämie am klinischen Krankengut, magna cum laude), absolvierte am Leipziger Universitätsklinikum zwei Facharztweiterbildungen: Zum Facharzt für Innere Medizin (1974) unter dem Ordinariat von Rolf Emmrich und zum Facharzt für Neurologie und Psychiatrie (1979) unter dem Ordinariat von Peter Feudell.
Schneiders berufliche Leidenschaft wurde die Intensiv- und Notfallmedizin am Universitätsklinikum Leipzig. Dort war er insgesamt 45 Jahre tätig. Gemeinsam mit seinem Semesterkollegen Lothar Engelmann, gleichfalls Internist, aber als Zweitfacharzt Anästhesist, entwickelten beide in nahezu 15 Jahren freundschaftlicher Zusammenarbeit die Abteilung für Intensivmedizin der Medizinischen Universitätsklinik Leipzig sowohl fachlich als auch durch die bettseitig identisch ausgerüstete und räumlich miteinander verbundene Intensivtherapie- und Intensivbeobachtungseinheit mit zentraler Überwachung, direkter Liegendanfahrt zum Erstversorgungsraum und eigenem Technik- und 24/7-Laborbereich nebst Dialyseanbindung zu einem bedeutenden Zentrum nichtoperativer Intensivmedizin in der DDR.
Zu Schneiders intensivinternistischen Expertisen zählten unter anderem Herzschrittmachernotdienst (1972–1975) und Koronarangiographiedienst (1986/1987) sowie Konsiliararzttätigkeiten für die Neurochirurgische und Orthopädische Leipziger Universitätsklinik (1981–1987). Mit Schneiders Wechsel 1987 in die Klinik für Neurologie folgten intensivneurologisch Schädel-CT-Notdienst (1987–1999, CT Computertomographie) und Konsiliararzttätigkeit für das Herzzentrum Leipzig (1987–1996). 1993 wurde die von Schneider inhaltlich, organisatorisch und personell vorbereitete moderne Neurologische Intensivtherapiestation eröffnet, gleichermaßen 1998 die räumlich und zunächst auch personell integrierte Stroke Unit. Beide neurologisch geführten Stationsteile bezogen 2009 den Neubau im „Zentrum für Konservative Medizin“ (21 Beatmungsplätze, davon 12 als überregionale Stroke Unit zertifiziert), und zwar auf demselben Gebäudekorridor gelegen in direkter unmittelbarer Nachbarschaft zur Internistischen Intensivtherapiestation unter Leitung von Lothar Engelmann. Im gleichen Jahr übergab Schneider die Intensivneurologieleitung an seine Nachfolger (Carsten Hobohm und Dominik Michalski), arbeitet drittmittelfinanziert an Schlaganfallstudien weiter (bis 2011) und wechselte mit der HBO-Druckkammer als deren Leiter bis zum 28. Februar 2014 in die Klinik für Anästhesiologie und Intensivtherapie. Dort beschäftigte er sich mit dem Aufbau einer 24/7 Rufbereitschaft für hyperbarmedizinisch zu behandelnde Notfälle.
Wissenschaftlich arbeitete Schneider anfänglich über biochemische Fragen der Altersmedizin und in Vorbereitung der Knochenmarktransplantation histomorphologisch (unter Eberhard Perlick, Werner Helbig). Parallel und nachfolgend waren die Akut-, Intensiv- und Notfallmedizin Inhalte seiner Arbeiten, Koma und apallisches Syndrom, zerebrale Hypoxie und Ischämie, die Wiederbelebung des Gehirns, das Monitoring der Hirnhomöostase und der Schlaganfall, später nach der deutschen Wiedervereinigung vor allem Schlaganfallstudien. Seit 1998 forschte seine Arbeitsgruppe vor allem tierexperimentell über den Einsatz hyperbaren Sauerstoffs (HBO Hyperbare Oxygenation) bei akuter fokaler Hirnischämie.

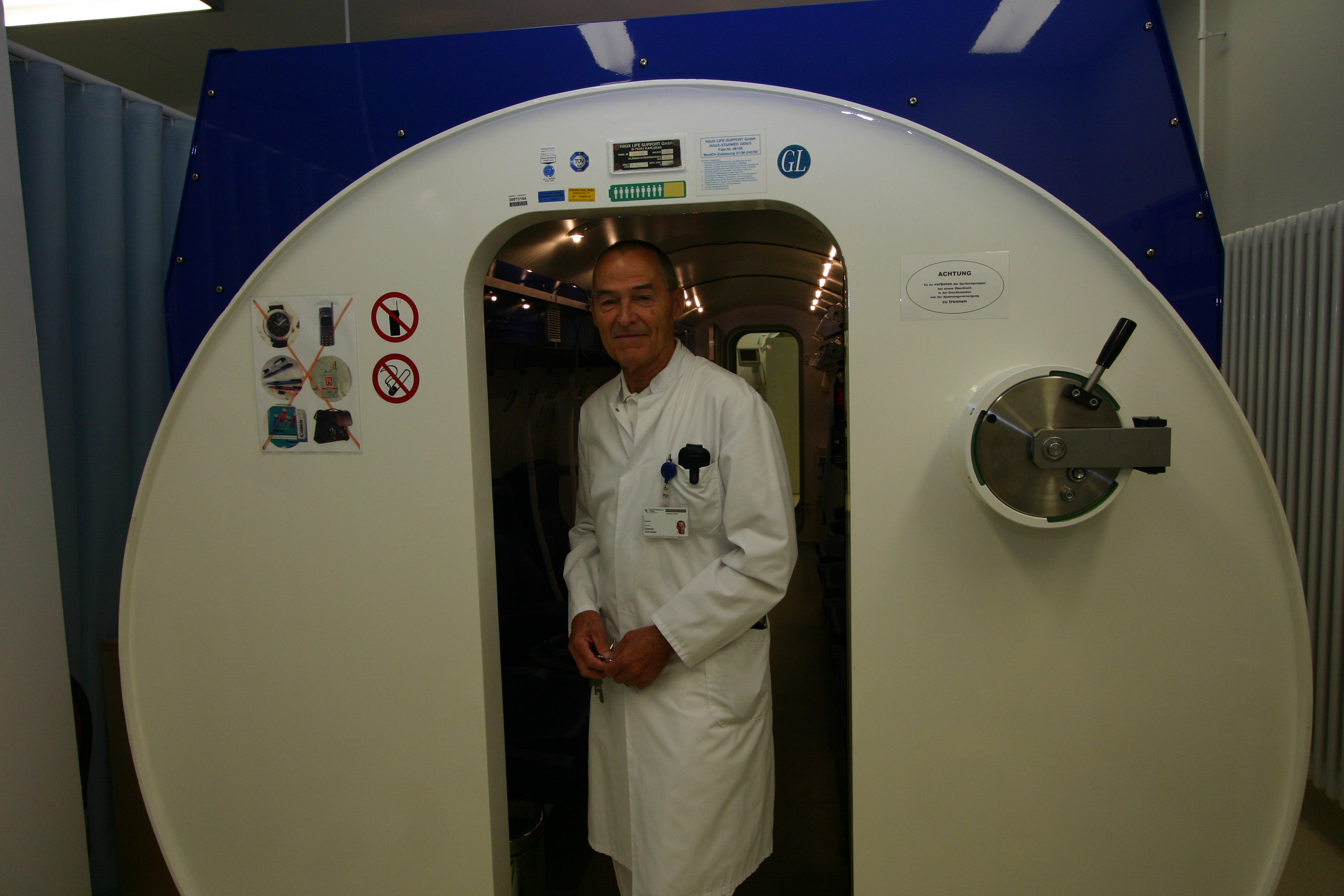
Dietmar Schneider an der Mehr-Personen-HBO-Kammer im Universitätsklinikum Leipzig 2013

Dazu hatte Schneider drittmittelfinanziert 4 HBO-Druckkammern installiert (Zellkammer, Tierversuchskammer, Ein-Personen-Kammer, Mehrpersonen-Intensivkammer). Es entstanden eine Habilitation (Dominik Michalski) und acht Promotionen. Seit 2015 arbeitet am Universitätsklinikum Leipzig das „Leipziger Hyperbarmedizinische Zentrum für Notfall- und Intensivmedizin“, zu dessen Entstehung Schneider durch Umsetzung der HBO-Mehrpersonen-Intensivkammer entscheidend mitwirkte.
Schneider war nebenberuflich lange Zeit einer der stellvertretenden SMH-Leitstellenärzte der Stadt Leipzig (1976–1991, SMH-Leitstelle (heute: Rettungsamt, 24/7-beratungsärztliches Dispatching); SMH (Schnelle Medizinische Hilfe), gegliedert in DMH (Dringliche Medizinische Hilfe, heute: Rettungsdienst) und DHD (Dringlicher Hausbesuchdienst, heute: Kassenärztlicher Notdienst)). Schneider ist seit 1994 Konsiliararzt für die Hirntoddiagnostik (IHA „Irreversibler Hirnfunktionsausfall“) in der Region Ost der DSO (Deutsche Stiftung Organtransplantation) sowie seit 2014 Organspendebeauftragter der Sächsischen Landesärztekammer (SLÄK).

## Publikationen
- Heinz Köhler, Dietmar Schneider, Lothar Engelmann (Hrsg.) Intensivmedizin. Innere Medizin und Grenzgebiete. Johann Ambrosius Barth, Leipzig 1982, Lizenznummer (DDR) 793 643 9
- Dietmar Schneider (Hrsg.) Zerebrale Hypoxie und Ischämie vaskulär-zirkulatorischer Ätiologie. Johann Ambrosius Barth, Leipzig 1982, Lizenznummer (DDR) 793 709 5
- Peter Feudell, Dietmar Schneider, Armin Wagner (Hrsg.) Neurologische Intensivmedizin. Johann Ambrosius Barth, Leipzig 1986, ISBN 3-335-00021-8, Lizenznummer (DDR) 793 789 6
- Dietmar Schneider. Neuromonitoring. Zerebrovaskuläre und globalhypoxische Komazustände. Diagnostik-Therapiekontrolle-Prognostik. Johann Ambrosius Barth, Leipzig 1990. ISBN 3-335-00236-9
- Dietmar Schneider, Lothar Engelmann, Peter Heinrich (Hrsg.) Intensivmedizin. Grundlagen. Johann Ambrosius Barth, Leipzig, Heidelberg 1992. ISBN 3-335-00276-8
- Lothar Engelmann, Dietmar Schneider (Hrsg.) Intensivmedizin. Nichtoperative Disziplinen. Johann Ambrosius Barth, Leipzig, Berlin, Heidelberg 1993. ISBN 3-335-00255-5
- Dietmar Schneider, Stefan Schwab, Werner Hacke (Hrsg.) Kontroversen in der Neurointensivmedizin. Thieme, Stuttgart, New York 2005. ISBN 3-13-133921-7
- Publikationen in medizinischen Fachzeitschriften (1968–2019)[33]

## Preise und Auszeichnungen
- Hans-Berger-Preis[34][35] 1990, für die Habilitationsschrift Neuromonitoring. Zerebrovaskuläre und globalhypoxische Komazustände. Diagnostik-Therapiekontrolle-Prognostik.
- Paper of the Year 2008[36][37]

## Mitgliedschaften
Schneider wurde in verschiedenen Funktionen in Fachgremien, Kommissionen und Beiräte berufen beziehungsweise gewählt, so unter anderem
- Deutsche Gesellschaft für Internistische Intensivmedizin und Notfallmedizin (DGIIN, Beirat 1996–2016[38])
- Deutsche Gesellschaft für Neurointensiv- und Notfallmedizin (DGNI, ehemals ANIM,[39] 1. Vorsitzender und Kongresspräsident 1997,[40][41] Beirat 1992–1996,[42] Schatzmeister 1998–2012,[43] geborenes Gründungsmitglied DGNI-Stiftung 2007[44])
- Deutsche Gesellschaft für Neurologie (DGN, Programmkommission 2001–2004,[45] Kommission Weiterbildung 2003–2013,[46] DIVI-Delegierter 2000–2008)
- Deutsche Interdisziplinäre Vereinigung für Intensiv- und Notfallmedizin (DIVI, Schatzmeister 2008–2014,[47] Beirat DIVI-Stiftung seit 2012[48])
- European Stroke Conference (ESC, Scientific Committee 2001–2004[49])
- Sächsische Landesärztekammer (SLÄK AG Hirntoddiagnostik 2002–2011,[50] Mandatsträger 2011–2019,[51][52] Organspendebeauftragter seit 2014,[53] Transplantationskommission seit 2011)